# Pearland
Pearland je město rozkládající se v okresech Brazoria County, Fort Bend County a Harris County ve státě Texas ve Spojených státech amerických. Nachází se jižně od Houstonu (centrum Houstonu leží asi 26 kilometrů od Pearlandu) a jihozápadně od Pasadeny. Město je de facto houstonským předměstím.
K roku 2020 zde žilo 125 828 obyvatel. S celkovou rozlohou 126km² byla hustota zalidnění 972 obyvatel na km². Mezi lety 2000 a 2010 byl Pearland 15. nejrychleji rostoucím městem v USA co do počtu obyvatel ve srovnání s dalšími městy s alespoň deseti tisíci obyvateli.